# Nazionale maschile di football sala della Russia
La nazionale di futsal AMF della Russia è, in senso generale, una qualsiasi delle selezioni nazionali di Calcio a 5 nella versione della Asociación Mundial de Futsal che rappresentano la Russia nelle varie competizioni ufficiali o amichevoli riservate a squadre nazionali. La nazionale fa capo alla Russian Futsal Federation.
La squadra nazionale russa si può considerare tra le più forti d'Europa e sicuramente tra le più titolate: nella sua bacheca si contano quattro allori europei (1998, 2006, 2008, 2010) e tre quarti posti al Campionato mondiale di calcio a 5 (1997, 2000, 2011).

## Risultati nelle competizioni internazionali

### Campionato mondiale di calcio a 5
- 1991 - non presente (fu presente una selezione dell'allora URSS, giunta 17ª)
- 1994 - Secondo turno
- 1997 - Quarto posto
- 2000 - Quarto posto
- 2003 - Quarti di finale
- 2007 - Primo turno
- 2011 - Quarto posto

### Campionato Europeo UEFS
- 1989 - non presente
- 1990 - non presente
- 1992 - Secondo posto
- 1995 - Terzo posto
- 1998 - Campione d'Europa
- 2004 - Terzo posto
- 2006 - Campione d'Europa
- 2008 - Campione d'Europa
- 2010 - Campione d'Europa
- 2012 - Terzo posto